# Bøfler
Bøfler (Bubalus) er en slægt af skedehornede.
- Slægt Bubalus
  - Vandbøffel (B. bubalus)
  - Asiatisk vandbøffel (B. arnee)
  - Lavlandsanoa (B. depressicornis)
  - Bjerganoa (B. quarlesi)
  - Tamarau (B. mindrensis)